# Jean Allard
Jean Allard eller Jehan Alard, var en fransk trädgårdsmästare, verksam i Sverige 1563–1574.
Allard anställdes våren 1565 av Erik XIV för att anlägga den blivande Kungsträdgården i Stockholm där han bland annat uppförde ett organgeri. Enligt Charles de Mornay skall han efter Eriks fängslande ha försökt verka för kungens frisläppande. Han var implicerad i Mornays komplott 1574.
1574 lämnade han dock Sverige tillsammans med Petrus Rosinus med respass från hertig Karl att vara agenter för det bolag som hertigen bildat med dessa båda, greve Oliver av Archi och de Mornay, och i augusti 1574 befann han sig i Italien. Han förefaller dock ha svikit hertigens förtroende och 1575 kallar hertig Karl honom skälm. 
1576 var han galärslav i Italien och hade då för Adrian de Zettinchhausen, överste för de tyska legotrupperna, bett om hjälp med hänvisning till att han var hertig Karls tjänare. Zettinchhausen skrev brev om saken till hertigen. Han fick till svar att Allard snarare än hjälp förtjänade galgen eller än hellre att bli stekt och torkat i ett träd. Troligen var det inkvisitionen som dömt honom till galärerna, då han umgåtts med de kätterska grevarna Martinengo i Brescia. Han kom dock lös och antogs planera att värva soldater i Frankrike för något företag mot Sverige. 
1579 varnades fogden Erik Gustafsson Stenbock på Älvsborgs slott att vara på sin vakt mot Allard. 1580 nämner Erik Larsson Sparre att han uppfört sig på sämsta sätt i Sverige och att hans brott ännu inte blivit glömda här. Efter det förekommer han inte mer i handlingarna, och hans vidare öden är okända.